# Седъю (приток Выми)
Седъю (устар. Седью) — река в России, протекает по Княжпогостскому району Республики Коми. Устье реки находится в 320 км по правому берегу реки Вымь. Длина реки составляет 2 км. Образуется слиянием рек Большая и Малая Седъю.

## Данные водного реестра
По данным государственного водного реестра России относится к Двинско-Печорскому бассейновому округу, водохозяйственный участок реки — Вычегда от города Сыктывкар и до устья, речной подбассейн реки — Вычегда. Речной бассейн реки — Северная Двина.
Код объекта в государственном водном реестре — 03020200212103000020787.